# De roos van Bagdad
De roos van Bagdad (Italiaans: La rosa di Bagdad) is een Italiaanse tekenfilm uit 1949 onder regie van Anton Gino Domenighini. In 1952 werd de film in het Engels uitgebracht onder de naam The Singing Princess. Een rol was voor de toen 17-jarige Julie Andrews. Het was haar eerste film en het enige voice-over werk voor haar in de vijftiger jaren. 

## Verhaal
Sjeik Jafar wil trouwen met prinses Zeila, de dochter van de kalief van Bagdad. Hij doet daarvoor een beroep op de boze tovenaar Burk, die Jafar een toverring schenkt waardoor de prinses meteen verliefd wordt op hem. Met behulp van een wonderlamp steekt de dappere fluitspeler Amin een stokje voor hun snode plannen.

## Stemmen
| Acteur            | Personage                           |
| ----------------- | ----------------------------------- |
| Germana Calderini | Prinses Zeila                       |
| Beatrice Preziosa | Prinses Zeila (zangstem)            |
| Giulio Panicali   | Sjeik Jafar                         |
| Carlo Romano      | Tovenaar Burk                       |
| Stefano Sibaldi   | Verteller / Geest                   |
| Olinto Cristina   | Kalief Oman                         |
| Lauro Gazzolo     | Grote kadi / Zirko                  |
| Giovanna Scotto   | Fatima                              |
| Mario Gallina     | Tonko                               |
| Mario Besesti     | Zizibé                              |
| Maria Saccenti    | Zwarte vrouw aan de bron            |
| Sakella Rio       | Zwarte vrouw aan de bron (zangstem) |
| Corrado Pani      | Amin                                |
| Renata Marini     | Moeder van Amin                     |
| Luisa Malagrida   | Calina                              |